# Luisa Isabel Álvarez de Toledo y Maura
 (juin 2024).
Si vous disposez d'ouvrages ou d'articles de référence ou si vous connaissez des sites web de qualité traitant du thème abordé ici, merci de compléter l'article en donnant les références utiles à sa vérifiabilité et en les liant à la section « Notes et références ».
Pour les articles homonymes, voir Alvarez, Toledo et Maura.
Luisa Isabel María del Carmen Cristina Rosalía Joaquina Alvarez de Toledo y Maura, 21e duchesse de Medina Sidonia, plus simplement dénommée Isabel Álvarez de Toledo,  née le 21 août 1936 à Estoril, au Portugal, et morte le 7 mars 2008 à Sanlúcar de Barrameda, dans la province de Cadix, est une écrivaine, activiste des droits LGBT et historienne espagnole.

## Biographie
Représentante du plus ancien duché d'Espagne et titulaire de nombreux titres de noblesse, elle est la 21e duchesse de Medina Sidonia, la 17e marquise de Villafranca del Bierzo,  la 18e marquise de los Vélez, la 25e comtesse de Niebla, triple Grande d'Espagne.
Malgré cet environnement hautement aristocratique, les convictions républicaines et antifranquistes de la duchesse, ainsi que son soutien actif aux pêcheurs et paysans de la région de Jerez, notamment sa manifestation pour les victimes de l'incident nucléaire de Palomares, lui valurent un emprisonnement à Alcalá de Henares pendant huit mois par le pouvoir franquiste. Elle y gagne son célèbre surnom, conféré par la presse, de « Duchesse rouge » (« Duquesa Roja »). Pour éviter d'autres peines de prison à la suite de la parution de son roman La Grève (la grève étant à cette époque illégale dans l'Espagne franquiste), elle s'exile en France en 1970 pour sept ans.
De retour en Espagne, elle passe le reste de sa vie au palais des ducs de Medina Sidonia, le palais familial situé à Sanlúcar de Barrameda, où elle entreprend des recherches historiques dans les Archives de la Maison de Medina Sidonia (es) (Archivo de la Casa de Medina Sidonia), l'un des plus vastes fonds d'archives privés d'Europe, dont certaines pièces remontent à l'année 1228.
Lors de ses recherches, elle découvre des documents qui l'ont convaincue que des marins arabo-andalous faisaient commerce avec des ports du Brésil, de la Guyane et du Venezuela bien avant les voyages de Christophe Colomb et de Pedro Álvares Cabral (ces contacts trans-océaniques précolombiens étant historiquement non avérés). Elle publia ces travaux dans des ouvrages d'histoire, Ce n'était pas nous (No fuimos nosotros) et L'Afrique face à l'Amérique (África versus América).
Fin 1990, elle institue une fondation, la Fundación Casa de Medina Sidonia, à laquelle elle fait donation du château et des archives et dont elle reste présidente jusqu'à sa mort. En 2006, elle reçoit la Médaille d'or du mérite des beaux-arts par le Ministère de l'Éducation, de la Culture et des Sports.
En 2008, peu avant sa mort, elle épouse sa compagne de longue date, Liliane Dahlmann, actuelle duchesse douairière de Medina Sidonia.

## Œuvres
- La Base
- La Grève (1970) (La Huelga)
- La Cacería
- Presente infinito
- La ilustre Degeneración
- Palomares
- Mi cárcel
- Historia de una Conjura
- Felipe II en su contexto
- Felipe II y Portugal
- Política económica en los estados de Medina Sidonia (1549-1587)
- De la mar y las Indias. La Armada invencible (1563-1589)
- La crisis de un Reinado 1590-1615
- Entre el Corán y el Evangelio
- África versus América (2 Bände)
- El palacio de los Guzmán
- El archivo
- Los Guzmanes I (1283-1492)
- Los Guzmanes II (1492-1664)
- Los Guzmanes III (1665-1955)
- Las casas incorporadas (1400-1774)
- El Testamento político de Espana (1775). Pedro Alcantara de Guzmán XIV Duque de Medina Sidonia (1724-1779)